# Quatre-temps (plante)
Cornus canadensis · Cornouiller du Canada
Pour les articles homonymes, voir Quatre Temps.
Espèce
Classification APG III (2009)
Le  Quatre-temps (Cornus canadensis), aussi nommé cornouiller du Canada, est une espèce de plante de la famille des Cornaceae. Il est une plante herbacée, ligneuse seulement à la base. Les tiges portant les fleurs sont dressées et peuvent atteindre 20 cm. Les feuilles à fortes nervures sont ovales en verticille. Les fleurs sont petites, verdâtres, formant un pseudo-capitule entouré de quatre à six bractées (long. 20 × 8–18 mm) involucrales blanches, pétaloïdes. Les fruits globuleux (diam. 20 × 5–6 mm) sont rouge vif. Ils sont comestibles.
C'est une espèce couvrante caractéristique au Canada des forêts de conifères ou mixtes des Laurentides. On rencontre aussi cette espèce circumboréale en Chine et dans l'Extrême-Orient russe.

## Description

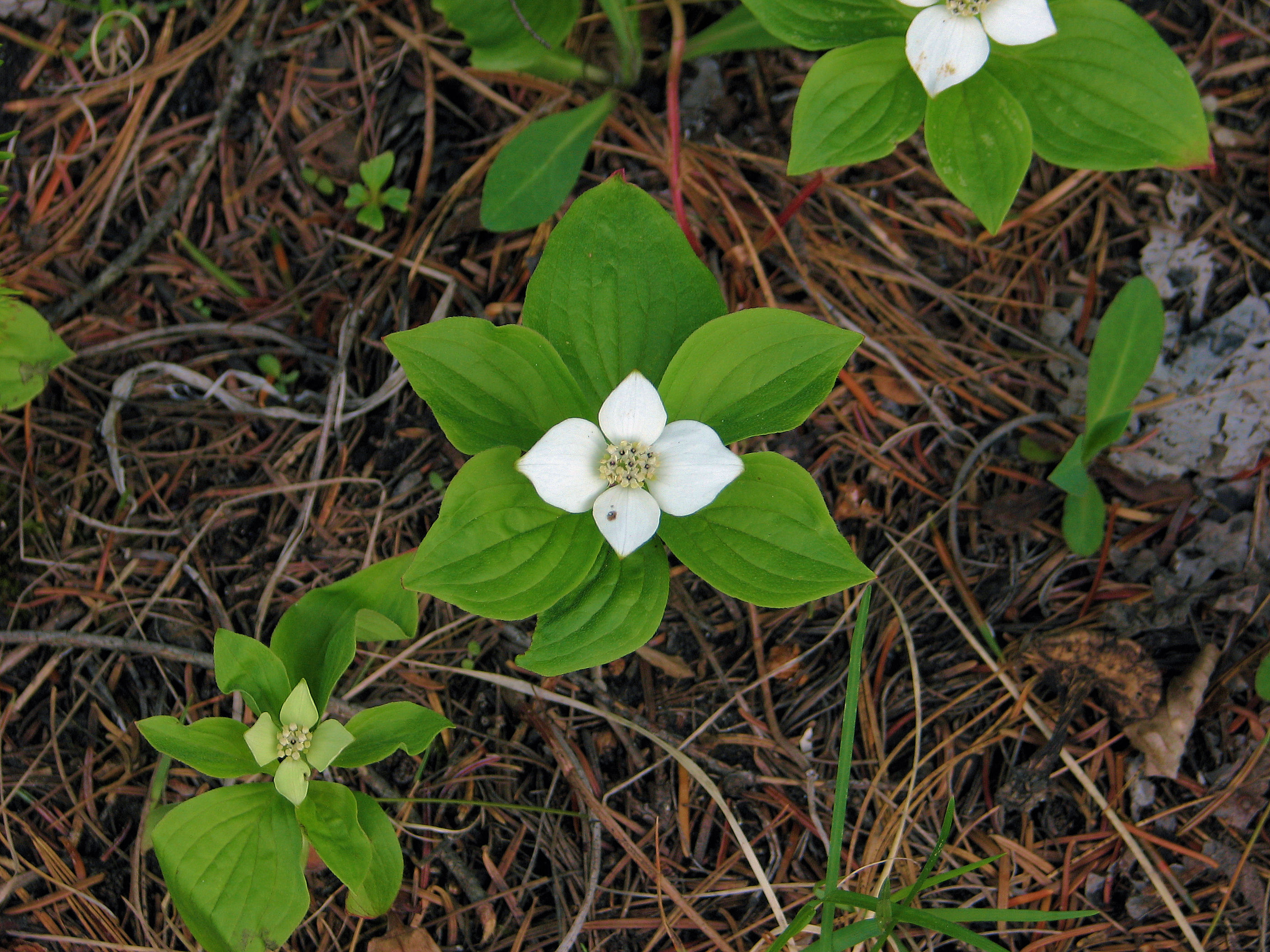
Quatre-temps dans le parc provincial Bonnechère en Ontario (Canada).

Le quatre-temps est une petite plante composée d'une tige de sept à 20 cm de haut, dont la base est ligneuse,. Les feuilles, au nombre de quatre à six, sont disposées en rosette au sommet de la tige. Elles sont simples et de forme ovale et leurs nervures sont fortement marquées. Les plants sont reliées entre eux par un rhizome.
Sa fleur est de couleur blanc verdâtre et de taille très réduite,. Elle est composée de quatre sépales, quatre pétales, quatre étamines et d'un pistil. Elles sont regroupées en une sorte de capitule entouré de quatre à six bractées blanc crème ressemblant à une fleur. Cette simili-fleur fait environ 2,5 cm et fleurit en juin ou juillet.
Le fruit est une petite drupe possédant deux graines de couleur rouge-orange à rouge vif. Il vient à maturité entre le mois de juillet et août. Le fruit est comestible et son gout est douçâtre.

## Noms
La plante est aussi connue sous le nom de cornouiller du Canada, cornouiller quatre-temps, rouget et quatre-saisons,.

## Culture
La revue Quatre-Temps, une revue de botanique et d'horticulture
publiée par les Amis du Jardin botanique de Montréal, tient son nom de cette plante.